# Jabuka (otok)
Jabuka je nenaseljen vulkanski otoček koničaste oblike, ki leži v Jadranskem morju, zahodno od otoka Vis. 
Strme obale otoka preprečujejo kakršenkoli konvencionalen pristanek ladje, ob mirnem morju pa je najlažje privezati plovilo z jugozahodne strani. Na otoku se je ohranila edemična vrsta Podarcis melisellensis pomoensis, ter edemični zaščiteni zelišči jabučka zečina (Centaurea jabukensis) in žljezdasta zečina (Centaurea crithmifolia), obe iz družine nebinovk. Leta 1958 je bil otok razglašen za geološki spomenik.
Jabuka, ki kot 97 m visoka konica štrli iz morja, se nahaja izven morskih poti rednih ladijskih linij, v zadnjem času pa postaja priljubljena med turisti, ki plujejo z jadrnicami. Morje okrog Jabuke je bogato z ribami.

## Jabuško-Andrijski prelom
Jabuško-Andrijski prelom je seizmogeni prelom v Jadranskem morju. Leta 2003 je prelom povzročil več potresov, najmočnejši med njimi je dosegel magnitudo 5,5.